# Fass
Fass, ou Fass Kane est une commune sénégalaise située dans le département de Guinguinéo, en région de Kaolack.

## Géographie
Fass est située sur la nationale 4 à 25 km au nord de Kaolack, et à 19 km au nord-ouest de Guinguinéo.

## Histoire
Créée en 2011 par démembrement de la communauté rurale de Ourour, elle fait partie du département de Guinguinéo et de la région de Kaolack. Autrefois elle s'appelait Fass Barigo.
Créé en 1914 par Mame Mbaye Kane, plus connu sous le nom de Mame Serigne Fass. Ce dernier était un disciple de Mame Maoda Malick, qui lui a donné le nom de Fass car Mame Serigne Fass avait l'intention de surnommer ce village "Diacksao"

## Quartiers
La commune urbaine de Fass Kane est constituée de 9 quartiers : Escale, Pinthie,Kanéne,HLM,Ndiobéne,Garage,Diamagueune,Koffée Centre,Koffée Nord et Koffée Sud